# Ouvido interno
O ouvido interno é a parte mais profunda do ouvido que fica localizada na porção petrosa do osso temporal. É composto por uma série de cavidades que constitui o labirinto ósseo, preenchido por perilinfa, e pelo labirinto membranoso, preenchido por endolinfa. Na sua porção anterior está a cóclea medialmente o vestíbulo e posteriormente, os canais semicirculares.

## Anatomia

### Labirinto Ósseo
Na parte interna do labirinto ósseo está o labirinto membranoso, e entre eles está preenchido por um líquido rico em sódio e pobre em potássio, sendo ele a perilinfa. Enquanto isso, no labirinto membranoso está a endolinfa, rica em potássio e pobre em sódio.

### Cóclea
A cóclea é uma estrutura com formato semelhante ao de uma concha de caracol, formada por, aproximadamente, duas voltas e 2/3 de volta. Em sua região central há o modíolo, um eixo ósseo, com canais para a passagem de ramos nervosos e vasculares.

Anatomia do Ouvido Interno

Ela é dividida por uma lâmina óssea em duas porções, a rampa vestibular e a rampa timpânica. Além disso, duas membranas, a membrana basilar e a membrana vestibular ou de Reissner, formam entre si a terceira rampa que a compõe, o ducto coclear ou rampa média. Ao longo desse ducto, sobre a lâmina basilar, está localizado o órgão de Corti.

### Vestíbulo
O vestíbulo firma contato com a orelha média por meio da janela vestibular. No interior do vestíbulo estão o sáculo e o utrículo do labirinto membranoso, neles é possível encontrar um espessamento em uma das paredes que é a mácula. A mácula é formada por células sensoriais e de sustentação. Sobre elas está a membrana otolítica que contém os otólitos, com função de estimular as células ciliadas destas estruturas.

### Canais Semicirculares
Os canais semicirculares são um componente do labirinto ósseo. Eles possuem comunicação com o vestíbulo, sendo dispostos de maneira perpendicular. Junto dos canais semicirculares estão os ductos semicirculares que também recebem o nome de ampolas.  Cada ampola possui uma crista ampular que consistem em células ciliadas sensoriais e de sustentação. Esses cílios de cada célula são embebidos pela cúpula que consiste em uma massa gelatinosa e promove estimulação desses cílios.

## Fisiologia
O último osso da cadeia ossicular, o estribo, está acoplado a uma fina membrana chamada de janela oval. A janela oval é na realidade uma entrada para a orelha interna, que contém o órgão da audição, a cóclea. Quando o osso estribo move, a janela oval move com ele. No outro lado da janela oval está a cóclea, um canal em forma de caracol preenchido por líquidos e, quando as ondas sonoras chegam à cóclea provenientes da orelha interna, são transformadas em impulsos elétricos. Esses impulsos, por sua vez, ativam o órgão de Corti, responsável pela transformação das ondas de compressão em impulsos nervosos que são enviados ao cérebro para serem interpretados.  A cóclea é preenchida por um líquido chamado perilinfa, agitado pelos movimentos da janela oval e, dentro da cóclea, o órgão de Corti é formado por milhares de células ciliadas, colocadas em movimento toda vez que o líquido é movimentado. As fibras dos cílios, na cóclea, são todas conectadas ao nervo auditivo e dependendo da natureza dos movimentos, no fluído coclear, diferentes fibras dos cílios são colocadas em movimento. O nervo auditivo consiste em um feixe de fibras nervosas que leva informação para a cóclea, ouvido interno e o cérebro, no qual a sua função é transmitir sinais do ouvido interno para o cérebro.
A estimulação destas células, por sua vez, causa impulsos elétricos enviados para o cérebro. Os impulsos elétricos representam a quarta mudança na mensagem sonora de uma energia para a outra: da energia acústica das ondas sonoras entrando na orelha, para a energia elétrica dos impulsos que viajam para o cérebro.
O ouvido interno também contém um órgão muito importante que está na verdade conectado com a cóclea, mas que não contribui para o nosso sentido da audição, o sistema vestibular. Formado por três pequenos canais semicirculares, que nos ajudam a manter o  equilíbrio e auxiliar na visão, já que as suas rotações precisam ser compensadas para podermos ter uma visão clara, sem ser borrada. É através dele que se pode saber, por exemplo, quando se esta com o corpo inclinado mesmo estando de olhos vendados. Problemas com os canais semicirculares podem resultar em sintomas como a vertigem.